# Ravigny
Ravigny – miejscowość i gmina we Francji, w regionie Kraj Loary, w departamencie Mayenne.
Według danych na rok 1990 gminę zamieszkiwało 186 osób, a gęstość zaludnienia wynosiła 28 osób/km² (wśród 1504 gmin Kraju Loary Ravigny plasuje się na 1065. miejscu pod względem liczby ludności, natomiast pod względem powierzchni na miejscu 1135.).